# Задръстване
Задръстването е пътнотранспортен феномен, при който превозните средства надвишат капацитета на пътя, по който се движат, в резултат на което се стига до ниско скоростно движение, увеличено време на пътуването и колони от коли, в някои случаи изцяло спрели на пътя. Задръстванията в гъсто населени райони обикновено се случват в пиковите часове на движението, в много страни това са часовете, когато хората отиват или се прибират от работа. Задръстванията също могат да бъдат породени от катастрофи, природни бедствия, ремонт на пътя, наличието на различни пътнотранспортни съоръжения като мостове, пътни детелини и други.
В България град, известен с многото си километрични задръствания, е столицата София. Задръствания в пиковите часове от деня често се образуват и в най-големите български градове като Пловдив, Варна и Бургас.